# Passiflora arida
Passiflora arida är en passionsblomsväxtart som först beskrevs av Maxwell Tylden Masters och Rose, och fick sitt nu gällande namn av Ellsworth Paine Killip. Passiflora arida ingår i släktet passionsblommor, och familjen passionsblomsväxter. Inga underarter finns listade i Catalogue of Life.